# وولکا زابووتسکا (شهرستان بیاوا پودلاسکا)
وولکا زابووتسکا (شهرستان بیاوا پودلاسکا) (به لاتین: Wólka Zabłocka) یک روستا در لهستان است که در گمینا توچنا واقع شده‌است.